# Estádio Olímpico do Pará
Das Estádio Olímpico do Pará (auch Estádio Estadual Jornalista Edgar Augusto Proença) ist ein Fußballstadion mit Leichtathletikanlage in der brasilianischen Stadt Belém im Bundesstaat Pará. Es bietet Platz für 45.007 Zuschauer und dient den Vereinen Paysandu SC, Clube do Remo und SC Belém als Austragungsort mancher Heimspiele.

## Geschichte

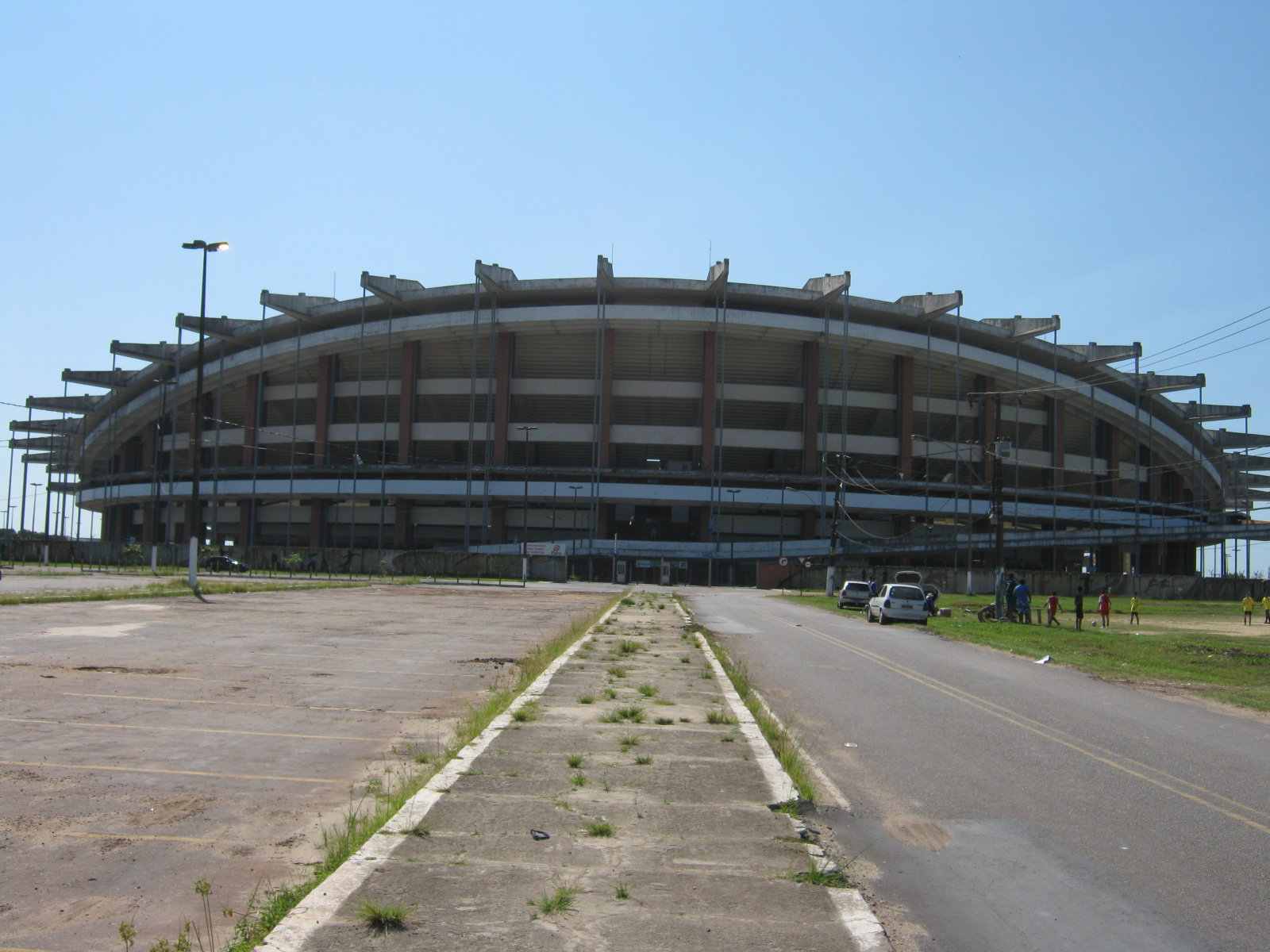
Estádio Olímpico do Pará

Das Estádio Olímpico do Pará wurde im Jahre 1969 von der Regierung des Bundesstaates Pará in Auftrag gegeben. Der Architekt Alcyr Meira sollte ein Stadion planen, das Platz bietet für 120.000 Zuschauer. Diese Pläne wurden jedoch verworfen und die Zuschauerkapazität wurde auf 70.000 Plätze herabgesetzt. 1970 wurde mit dem Bau des Stadions begonnen, acht Jahre später im Jahr 1978 erfolgte am 4. März des Jahres die Eröffnung der neuen Sportstätte. Zum ersten Spiel im Estádio Olímpico do Pará trafen sich eine Auswahl des Bundesstaates Pará und die Juniorennationalmannschaft Uruguays. Das Spiel endete 4:0 für Pará, das erste Tor im neuen Stadion erzielte Mesquita. Seitdem wird das Estádio Olímpico do Pará von den örtlichen Vereinen immer wieder zur Austragung von Heimspielen genutzt, wobei jeder dieser Vereine, die Bekanntesten sind Paysandu SC, das lange Zeit in der Série A, der höchsten Spielklasse in Brasilien spielte, und Clube do Remo, ein eigenes Stadion besitzt und die meisten seiner Heimspiele dort austrägt. Einzig zu Spielen mit größerer erwarteter Zuschauermenge wird in das große Stadion von Belém ausgewichen. Das wohl wichtigste Spiel im Estádio Olímpico do Pará war das Finale der Copa dos Campeões, einem brasilianischen Pokalwettbewerb, der von 2000 bis 2002 stattfand, im Jahr 2002. Damals besiegte Paysandu SC in Belém Cruzeiro Belo Horizonte mit 3:0 nach Elfmeterschießen.
Das Estádio Olímpico do Pará, auch bekannt als Mangueirão oder Estádio Estadual Jornalista Edgar Augusto Proença, bietet heutzutage Platz für 45.007 Zuschauer. Diese Kapazität wurde im Rahmen von Renovierungsarbeiten anno 2002 erreicht, bei denen das Stadion modernisiert und das Fassungsvermögen von 70.000 auf die heute gültigen 45.007 Zuschauer abgesenkt wurde. Die Rekordkulisse im Stadion wurde erreicht, als am 11. Juli 1999 das Lokalderby zwischen dem Clube do Remo und Paysandu SC stattfand und 65.000 Zuschauer ins Stadion kamen. Der Zuschauerrekord nach dem Umbau datiert vom 15. Mai 2003, als Paysandu gegen die Boca Juniors aus Argentinien spielten und 57.248 Schaulustige in die überfüllte Spielstätte kamen. Einige Zeit lang war das Stadion als Austragungsort für die Fußball-Weltmeisterschaft 2014 im Gespräch, der brasilianische Verband entschied sich dann aber für den Neubau der Arena da Amazônia in Manaus. 